# Falso cognado
Un falso cognado es una palabra que, debido a similitudes de apariencia y significado, parece guardar parentesco con otra palabra de un idioma diferente, pero que en realidad no comparte su mismo origen etimológico (no son verdaderos cognados).
Ejemplos:
- Si nos basamos en similitudes superficiales, podríamos suponer que el verbo latino habēre y el alemán haben, que significan «tener», son cognados, pero no es así. Si comprendemos el modo en que evolucionan ambas lenguas a partir de las raíces proto-indoeuropeas, veremos que no pueden serlo: haben proviene en realidad del proto-indoeuropeo *kap- «agarrar», y su cognado real en latín es capere «tomar, capturar». El verbo latino habēre, en cambio, deriva del proto-indoeuropeo *gʰabʰ- «dar, recibir», por lo que es el cognado del verbo alemán geben «dar».
- La palabra otro en español y other en inglés (que significa lo mismo, «otro»), parecen ser cognados obvios pero no lo son: other proviene del protoindoeuropeo *henteros «otro» el cual es cognado del español «anterior». La palabra española otro deriva del protoindoeuropeo *helteros «demás» el cual es cognado del inglés «else».
- La palabra francesa feu 'fuego' y la palabra alemana Feuer, del mismo significado, la primera deriva del antiguo francés fu que viene del latín focus 'hogar, fogón', mientras que la palabra alemana deriva del antiguo alto alemán fiur que viene del protogermánico fōr (un auténtico cognado de esta palabra es la palabra española pira del griego πῦρ pûr 'fuego').
- La palabra en inglés much y la palabra en español "mucho" tienen significados similares, pero una raíz distinta.

Normalmente, los falsos amigos son cognados y excepcionalmente pueden ser falsos cognados.

## Diferencia entre "falso amigo" y "falso cognado"
El concepto de falsos amigos se refiere a la similitud morfológica de dos palabras provenientes de idiomas diferentes cuyo significado, sin embargo, no es equivalente. No tiene en cuenta la etimología de la palabra.   
Así, la palabra deception, en inglés, y la palabra "decepción", en español, se consideran falsos amigos, puesto que aparentan una similitud en la forma, pero tienen significados distintos y, por lo tanto, no son equivalentes. La diferencias entre falso amigo y falso cognado queda en evidencia cuando se advierte que esas palabras tienen el mismo origen etimológico del latin deceptio.